# 偏斜假花介
偏斜假花介（学名：Pseudocythere deviata）为深海花介科假花介屬下的一个种。